# Trigonotis macrophylla
Trigonotis macrophylla là loài thực vật có hoa trong họ Mồ hôi. Loài này được Vaniot miêu tả khoa học đầu tiên năm 1905.